# Hyalella pteropus
Hyalella pteropus is een vlokreeftensoort uit de familie van de Hyalellidae. De wetenschappelijke naam van de soort is voor het eerst geldig gepubliceerd in 1943 door Schellenberg.